# Harlequinade (Ballett)

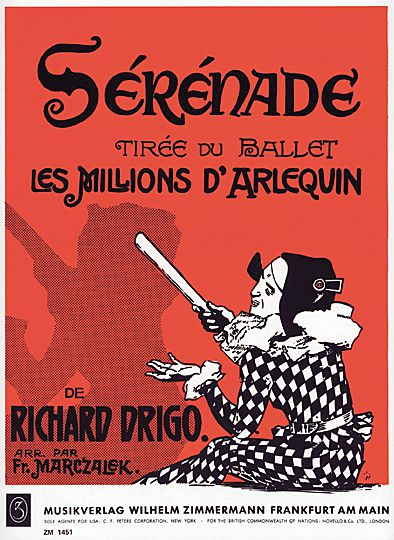
Titelblatt einer Klavierausgabe der Sérénade aus Drigos Harlequinade, ca. 1905

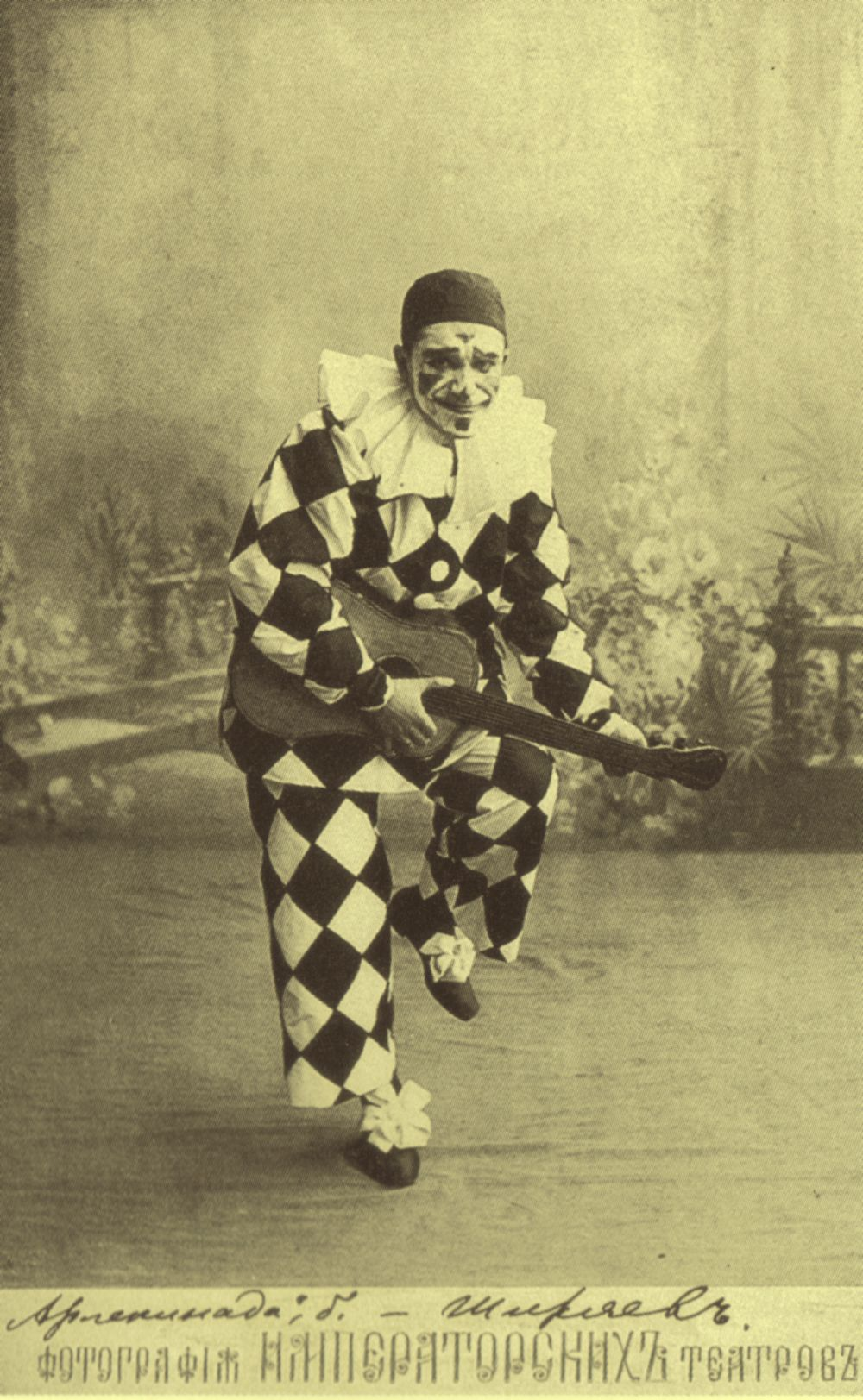
Alexander Shiryaev (1867–1941) als Harlekin in der Szene der Sérénade, Sankt Petersburg, um 1905

Harlequinade oder Les millions d’Arlequin („Die Millionen des Harlekin“) ist ein komisches Ballett in zwei Akten von Marius Petipa zu einer Musik von Riccardo Drigo, das seine Uraufführung im Jahr 1900 in Sankt Petersburg erlebte.
Die Handlung und Figuren des Ballettes sind von der italienischen Commedia dell’arte inspiriert.

## Personen der Handlung
- Harlekin (franz.: Harlequin, ital.: Arlecchino)
- Colombine
- Cassandre, der Vater von Colombine
- Pierrot, Diener von Cassandre
- Pierrette, Pierrots Frau
- Lèandre, reicher Freier von Colombine
- die gute Fee

Freunde und Freundinnen von Harlekin und Colombine, Hochzeitsgäste u. a.

## Inhalt
Im Gegensatz zu dem französischen Titel Les millions d’Arlequin geht es in dem Ballett nicht um Geldgeschäfte, sondern um eine Liebesgeschichte.
Harlekin liebt Colombine und spielt für sie vor ihrem Balkon ein Ständchen (Sérénade). Aber ihr Vater Cassandre möchte Colombine mit dem reichen Lèandre verheiraten. Daher versuchen Cassandre und dessen Diener Pierrot Harlekin von Colombine fernzuhalten. Pierrots Frau Pierrette sympathisiert jedoch mit dem Liebespaar und versucht ihnen zu helfen.
Vor allem aber erhält Harlekin Hilfe von einer guten Fee, die ihn nach einem Mordanschlag wieder zum Leben erweckt und ihm schließlich ihren Zauberstab leiht, damit er das Ziel seiner Träume verwirklichen kann.
Am Ende feiern alle die wunderbare Hochzeit von Harlekin und Colombine.

## Entstehung und Aufführungsgeschichte

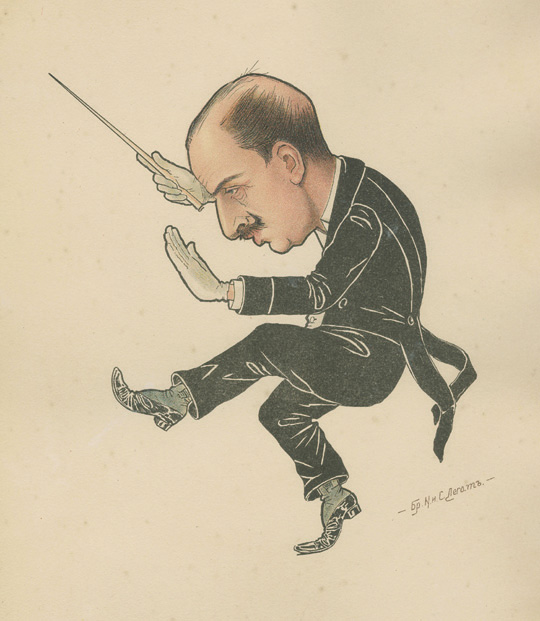
Karikatur des Komponisten Riccardo Drigo (von Nikolai und Sergei Legat)

### Petipas Original
Harlequinade war das letzte von drei Balletten, die von Ivan Vsevolozhsky für die Spielzeit 1900–1901 am Theater der Eremitage bei Petipa in Auftrag gegeben wurden. Die anderen beiden waren Les Ruses d’Amour (Die Listen Amors) und Die vier Jahreszeiten (Les Saisons). Ursprünglich sollte Alexander Glazunov die Musik zu Harlequinade komponieren, während Riccardo Drigo eigentlich für das Ballett Die vier Jahreszeiten vorgesehen war. Aber die beiden miteinander befreundeten Komponisten fühlten sich beide mehr zu dem Auftrag des anderen hingezogen, und so durften sie tauschen und Drigo komponierte die duftige und fein instrumentierte Musik zu Harlequinade.
Die Weltpremiere am 10. Februarjul. / 22. Februar 1900greg. fand in einer Privataufführung am russischen Zarenhof im Theater der Eremitage in Sankt Petersburg statt, im Beisein von Zar Nikolaus II., Zarin Alexandra Feodorovna und der Zarenwitwe Maria Feodorovna. Es tanzten Georgy Kyaksht als Harlekin, Matilda Kschessinskaya als Colombine, Sergei Lukyanov als Pierrot, Olga Preobrazhenskaya als Pierrette, Enrico Cecchetti als Cassandre und Anna Urakhova als die gute Fee.

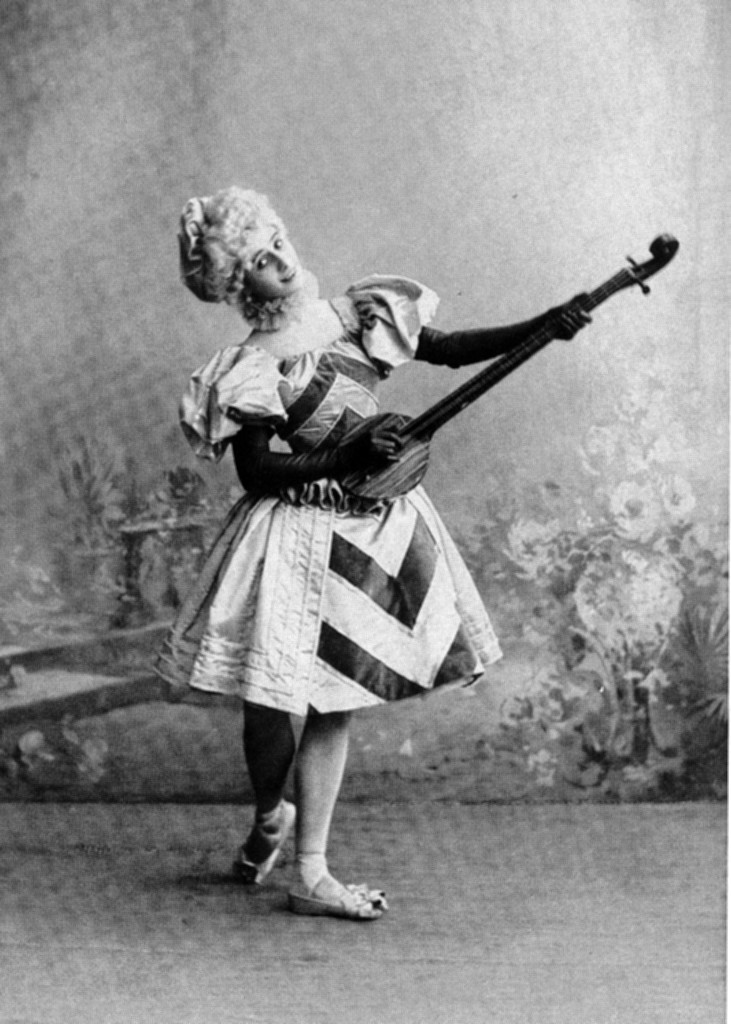
Anna Pawlowa als Colombine in Harlequinade, Sankt Petersburg, ca. 1902 (?)

Das Ballett war ein voller Erfolg und die Zarin Alexandra Feodorovna selber ordnete noch zwei kaiserliche Privat-Aufführungen auf der Bühne des Mariinski-Theaters an, deren erste am 13. Februarjul. / 25. Februar 1900greg. stattfand. Drigo wollte seine Partitur bei der Veröffentlichung auch der Zarin widmen, dafür musste aber zuerst überprüft werden, ob sein Ruf und seine Herkunft auch wirklich ehrenhaft waren; schließlich gab der Zarenhof seine Einwilligung für die Widmung.
Bis zur russischen Revolution von 1917 erlebte das Ballett über 50 Aufführungen.
Petipas Choreografie zu Harlequinade wurde zu Beginn des 20. Jahrhunderts in der Stepanov Methode aufgezeichnet und gehört heute zu der bedeutenden Sergeyev Collection der Harvard University.
Außerhalb Russlands war Harlequinade zum ersten Mal 1908–1909 bei einer Tournée des russischen kaiserlichen Ballettes durch die Baltischen Staaten, Skandinavien, Deutschland und Österreich-Ungarn zu sehen, mit Nikolai Legat, Alexander Shiryaev, und Anna Pawlowa in Hauptrollen. Die Partien der Pierrette und/oder der Colombine gehörten zu den Glanzrollen der Pawlowa, und auch von Olga Preobrazhenskaya, Vera Trefilova und Julia Sedova.

### Spätere Versionen
Nach der russischen Revolution wurde das Ballett seltener gezeigt, am Mariinski-Theater lief Petipas Original-Version noch bis 1927.
1933 brachte Fyodor Lupukhov eine neue Produktion auf die Bühne.
Zu den bekanntesten Versionen von Harlequinade im 20. Jahrhundert gehört die Produktion, die Pyotr Gusev 1975 für das Maly/Mikhailovsky-Ballett erarbeitete und die bis heute von vielen Kompanien übernommen wird. Mit dem Mikhailovsky-Ballett wurden auch zwei Filme gedreht, in den Jahren 1978 und 1991.
George Balanchine, der in seiner Jugend selber in Petipas Choreografie getanzt hatte, schuf 1954 eine eigene Choreografie des sogenannten Harlequinade Pas de deux für Maria Tallchief und André Eglevsky. 1965 brachte Balanchine dann eine eigene Choreografie des gesamten Stückes mit dem New York City Ballet heraus (inklusive dem Pas de deux von 1954). Balanchines Harlequinade hatte ihre Premiere am 4. Februar 1965 am New York State Theater mit Edward Villella als Harlekin, Patricia McBride als Colombine, Deni Lamont als Pierrot und Suki Schorer als Pierrette. 1971 baute Balanchine das Ballett noch aus und fügte je 24 Rollen für erwachsene Tänzer und für Kinder hinzu. In dieser Form gehört das Ballett bis heute zum Repertoire des New York City Ballet.
Zum zweihundertsten Geburtstag von Marius Petipa im Jahr 2018 erarbeitete Alexei Ratmansky eine Art Rekonstruktion des Ballettes für das American Ballet Theatre, die ihre Premiere am 4. Juni an der Metropolitan Opera in New York hatte, mit James Whiteside als Harlekin, Isabella Boylston als Colombine, Thomas Forster als Pierrot und Gillian Murphy als Pierrette. Ratmanskys Version des Ballettes wurde auch vom Australian Ballet übernommen.

## Berühmte Stücke

### Die Berceuse
Die Berceuse: Variation pour Columbine komponierte Drigo extra für den Harfenisten Albert Zabel.

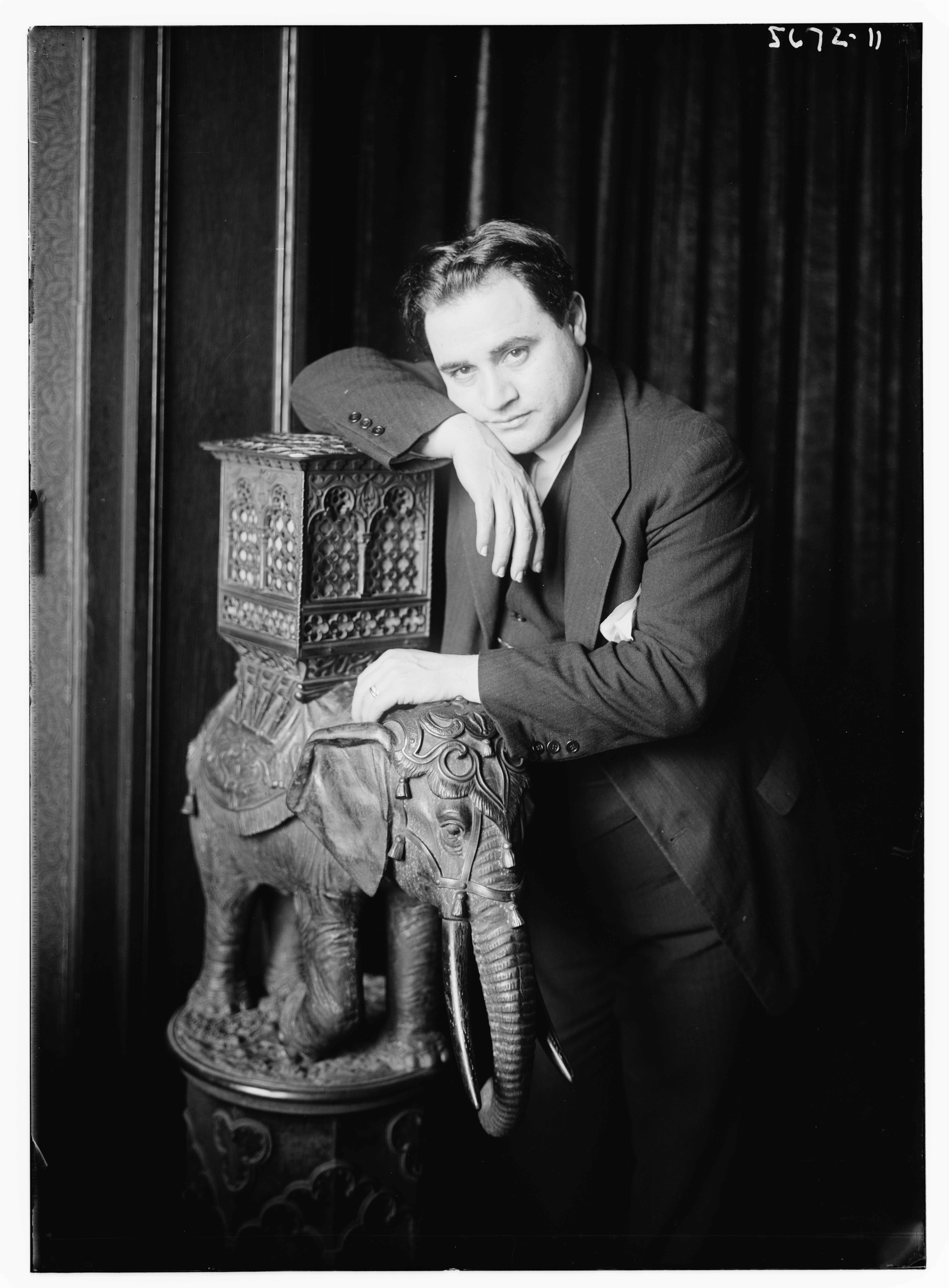
Beniamino Gigli, 1922

### Die Sérénade
Eine große Popularität erreichte die Musik der Sérénade, die Harlekin in der Balkonszene für Colombine erklingen lässt. In Vorstellungen des Ballettes ab 1917 wurde sie von einem Tenor gesungen. Das Stück wurde in Arrangements für verschiedene Instrumente verkauft und gehörte bald zum einschlägigen Repertoire der Salonmusik, manchmal unter anderen Titeln wie „Valse Boston“ oder „Serenatina veneziana“. Die Sérénade wurde auch von den Musikern auf der Titanic gespielt.

1922 schrieb Salvatore Focacci einen Text zu Drigos Sérénade und nannte das Ergebnis „Notturno d’amore“. Dieses wurde durch eine Aufnahme mit dem berühmten italienischen Tenor Beniamino Gigli aus dem Jahr 1926 weltberühmt und gehörte auch später zum Repertoire anderer Sänger.

### Der „Harlequinade-Pas de deux“
Bei Ballettliebhabern und Professionellen ist das berühmteste Stück heute der sogenannte „Harlequinade-Pas de deux“, der gar nicht aus Petipas Original-Version der Harlequinade stammt, wie manchmal vermutet. Er wurde erst von Pyotr Gusev für dessen Produktion des Balletts in den 1930er Jahren kreiert, mit Musik von Drigo aus verschiedenen Balletten: Das Adage stammt tatsächlich aus dem 1. Akt der Harlequinade; die männliche Variation hatte Drigo 1902 für eine Aufführung mit Alexander Shiryaev als Harlekin nachkomponiert; die weibliche Variation komponierte Drigo 1903 für eine Revision von Lev Ivanovs Ballett Die Tulpe aus Haarlem 1887; und die Coda stammt aus dem „Gran Ballabile – La Rose de Bengale“ aus Drigos Ballett Der Talisman.